# Сароян, Аршалуйс
Аршалуйс Сароян (4 февраля 1923 года, Сарнахпюр, Ширакская область, ЗСФСР, СССР — 25 ноября 1974 года, Ереван, Армянская ССР, СССР) — армянский поэт, переводчик, журналист, Заслуженный деятель культуры Армянской ССР (1968), член Союза писателей СССР с 1948 года. Член КПСС с 1943 года.

## Биография
Он родился в селе Сарнахпюр Анийский район СССР. В 1939 году окончил Ленинаканское педагогическое училище. Потом работал учителем в родном селе, 1941 — в 1945 служил в Советской армии, участвовал в Великой Отечественной войне. Он был ответственным секретарем фронтовой газеты 89-я Армянская Таманянская дивизия «Красный солдат». В 1947—1969 годы работал главным редактором ереванских телепрограмм. 1953—1956 учился на факультете журналистики трехлетней партийной школы при ЦК КПА. Окончил лингвистический факультет Ереванского заочного педагогического института.
Его первое стихотворение было опубликовано в 1939 году, в Ленинаканской газете «Банвор».
На русском были опубликованы его книги «Аршалуйс» (Ереван — Москва, 1956), «Тост-стакан» (Москва, 1965). Умер в Ереване: